# Slaget vid Grudziądz
Slaget vid Grudziądz var ett fältslag som ägde rum mellan svenska och polska soldater runt staden Grudziądz (tyska: Graudenz) i Polen under Karl X Gustavs polska krig, runt den 29-30 augusti 1659. Striden slutade med en polsk seger efter en veckolång belägring; men stora delar av staden förstördes efter en stor brand.